# Chaldäische Kathedrale St. Josef (Bagdad)
Die Kathedrale des Heiligen Josef (arabisch كاتدرائية القديس يوسف الكلدانية), auch Josefskathedrale oder Mar Yusif (arabisch كاتدرائية مار يوسف oder كنيسة مار يوسف الكلدانية), ist eine Kirche in der irakischen Hauptstadt Bagdad, die im Jahre 1956 geweiht wurde. Sie ist die Kathedrale des Erzbistums Bagdad und des Patriarchats von Bagdad (bis 2022 Patriarchat von Babylon) der Chaldäisch-katholischen Kirche.

## Standort
Die chaldäisch-katholische Josefskathedrale steht im Stadtteil Karrada auf 38 m Meereshöhe etwa 900 m östlich vom Ostufer des Tigris und etwa 600 m südlich der syrisch-katholischen Sayidat-al-Nejat-Kathedrale.

## Geschichte
Die erste chaldäisch-katholische Kirche wurde 1843 im Bagdader Stadtteil Agd al-Nasara fertiggestellt, doch musste sie wegen Überflutungen durch den Tigris neu gebaut werden. 1889 wurde an selber Stelle die fünf Meter höhere Mater-Dolorosa-Kathedrale errichtet, die 1898 geweiht wurde und bis in die 1950er Jahre die chaldäische Kathedrale von Bagdad war. Mitte des 20. Jahrhunderts verließen die meisten Christen den Stadtteil Agd al-Nasara und ließen sich zu großen Teilen im neuen Stadtviertel Karrada nieder. Das chaldäische Patriarchat von Babylon beschloss, hier eine neue Kathedrale zu errichten, und Patriarch Joseph Ghanima legte am Heiligkreuztag des Jahres 1952 den Grundstein. Die neue chaldäische Kathedrale St. Josef wurde 1956 von ihm geweiht. Seitdem wurde die Kathedrale mehrmals renoviert, zuletzt 2018 unter Patriarch Louis Raphaël I. Sako.

## Architektur
Die chaldäische Kathedrale St. Josef steht in nordöstlich-südwestlicher Richtung. Am südwestlichen Ende befindet sich eine Kuppel, während der übrige Teil des Kirchenschiffs von einem Satteldach bedeckt ist. Am südöstlichen Ende des Gebäudes befindet sich der Haupteingang und rechts (nordwestlich) davon ein quaderförmiger, schlanker Glockenturm. Über dem Eingang steht eine St.-Josef-Statue und links davon in syrischer (aramäischer), rechts davon in arabischer Sprache sowie am Glockenturm in englischer Sprache „Chaldäische Kathedrale St. Josef“ (St. Joseph Chaldean Cathedral, كاتدرائية القديس يوسف الكلدانية). Der Kirchenbau ist aus Stahlbeton und schlicht gehalten. Er erinnert von außen im Aussehen an eine Basilika, hat jedoch nur eine große Halle ohne Säulen. An der Nordwestseite gibt es ein Seitenschiff, oberhalb dessen durch zahlreiche Fenster Licht ins Innere der Kirche gelangt. Weitere Fenster befinden sich über dem Eingang und an der Kuppel im Südwesten, über dem Altar.

## Bistum und Bischof
Die chaldäische Kathedrale St. Josef ist Kathedralkirche des Patriarchats von Bagdad der Chaldäer (Patriarchatus Bagdadiensis Chaldaeorum) und des chaldäisch-katholischen Erzbistums Bagdad (Archidioecesis Bagdadiensis Chaldaeorum). Die katholische Website Gcatholic.org nennt noch die in Agd al-Nasara befindliche chaldäische Mater-Dolorosa-Kathedrale als Sitz des Patriarchats und des Erzbistums. Laut anderen Quellen, darunter Mesopotamia Heritage, ist aber die im Stadtteil Karrada gelegene Josefkirche, an der auch groß in drei Sprachen „Chaldäische Kathedrale St. Josef“ steht, die chaldäische Kathedrale von Bagdad. Hier wurde 2015 auch der neue chaldäische Patriarch von Babylon, Louis Raphaël I. Sako, inthronisiert. Das Patriarchat von Babylon hatte im Jahr 1949 etwa 85.000 Gläubige in 21 Parochien mit 59 Priestern und im Jahr 1970 etwa 150.000 Gläubige in 22 Parochien mit 28 Priestern. Das Erzbistum Bagdad umfasste im Jahr 1980 etwa 250.000 Gläubige in 28 Parochien mit 34 Priestern, im Jahr 1990 etwa 481.000 Gläubige in 30 Parochien mit 30 Priestern, im Jahr 2004 etwa 130.000 Gläubige in 26 Parochien mit 34 Priestern und im Jahr 2015 etwa 150.000 Gläubige in 18 Parochien mit 22 Priestern. Im Jahre 2017 waren es etwa 200.000 Gläubige in 18 Parochien mit 15 Priestern. Der am 4. Juli 1948 in Zaxo geborene Louis Raphaël I. Sako ist seit dem 1. Februar 2013 Bagdader Erzbischof und Patriarch von Bagdad.

## Verwechslungsmöglichkeiten
Es gibt eine weitere chaldäische Kirche St. Joseph in Bagdad, nämlich die Kirche des Heiligen Josef des Schutzpatrons der Arbeiter (كنيسة مار يوسف شفيع العمال) an der Ostseite der „Frühlingsstraße“ (شارع الربيع) etwa 300 m südlich der „Jordanstraße“ (شارع الأردن) und des „Polizeitunnels“ (نفق الشرطة) im Stadtteil al-Amiriya. Es gibt in Bagdad noch eine weitere katholische Josefskathedrale, die Lateinische Kathedrale St. Josef unweit der alten chaldäischen Mater-Dolorosa-Kathedrale. Die katholische Website Gcatholic.org ordnet noch 2020 fälschlicherweise den Standort der chaldäischen Josefskathedrale als Standort der lateinischen Josefskathedrale ein. In Irak gibt es zudem noch eine zweite chaldäisch-katholische Josefskathedrale, die Chaldäische Kathedrale St. Josef in Ankawa bei Erbil.